# Stoke City Football Club
L'Stoke City Football Club és un club de futbol anglès de la ciutat de Stoke-on-Trent a Staffordshire. Actualment participa a l'EFL Championship, la segona divisió anglesa. El seus rivals principals són el West Bromwich Albion i el Wolverhampton Wanderers.

## Història
L'Stoke City va ser fundat l'any 1863 amb el nom de Stoke Ramblers, cosa que en fa el segon equip més antic d'Anglaterra. Durant la temporada 2007/2008 l'Stoke City va aconseguir l'ascens a la Premier League per primera vegada en la seva història, fet històric, ja que l'equip no disputava la màxima competició professional anglesa des del 1985 fins a la temporada 2017-18 quan quedaren dinovens i baixaren, on juguen actualment, a la Football League Championship.

## Colors
La samarreta de l'equipació titular de l'Stoke City està formada per ratlles blanques i vermelles. Els pantalons així com les mitges són de color blanc. L'equipació alternativa és completament de color groc fins a la cintura. La resta és de color blau fosc.

## Palmarès
- Football League Cup (1): 1971-72
- Football League Second Division (2): 1932-33, 1962-63
- Football League Second Division (3a Divisió) (1): 1992-93
- Football League Third Division North (1): 1926-27
- Football League Trophy (2): 1991-92, 1999-00

## Llista d'entrenadors
- Tony Pulis (Juny del 2006 -)
- Johan Boskamp (Juny del 2005 - Maig del 2006)
- Tony Pulis (Novembre del 2002 - Juny del 2005
- Dave Kevan (Octubre del 2002) Utiller Entrenador
- Steve Cotterill (Maig del 2002 - Octubre del 2002)
- Gudjon Thordarson (Novembre del 1999 - Maig del 2002)
- Gary Megson (Juliol del 1999 - Novembre del 1999)
- Brian Little (Juny del 1998 - Juny del 1999)
- Alan Durban (Abril del 1998 - Juny del 1998) Utiller entrenador
- Chris Kamara (Gener del 1998 - Abril del 1998)
- Chic Bates (Juliol del 1997 - Gener del 1998)
- Lou Macari (Octubre del 1994 - Juliol del 1997)
- Asa Hartford (Setembre del 1994) Utiller entrenador
- Joe Jordan (Novembre del 1993 - Sep del 1994)
- Lou Macari (Maig del 1991 - Octubre del 1993)
- Graham Paddon (Febrer del 1991 - Maig del 1991) Utiller entrenador
- Alan Ball (Novembre del 1989 - Febrer del 1991)
- Mick Mills (Maig del 1985 - Novembre del 1989)
- Tony Lacey (Abril del 1985) - Utiller
- Bill Asprey (Dec del 1983 - Abril del 1985)
- Richie Barker (Juny del 1981 - Desembre del 1983)
- Alan Durban (Febrer del 1978 - Juny del 1981)
- Alan A'Court (Gener del 1978) - Utiller
- George Eastham (Febrer del 1977 - Gener del 1978)
- Tony Waddington (Juny del 1960 - Març del 1977)
- Frank Taylor (Juny del 1952 - Juny del 1960)
- Bob McGrory (Juny del 1935 - Maig del 1952)
- Tom Mather (Octubre del 1923 - Juny del 1935)
- John Rutherford (Març del 1923 - Abril del 1923)
- Arthur Shallcross (Febrer del 1919 - Març del 1923)
- Joe Schofield (Abril del 1915 - Febrer del 1919)
- Peter Hodge (Juny del 1914 - Abril del 1915)
- Alfred Barker (Maig del 1908 - Juny del 1914)
- Horace Austerberry (Setembre del 1897 - Març del 1908)
- William Rowley (Maig del 1895 - Setembre del 1897)
- Arthur Reeves (Gener del 1892 - Maig del 1895)
- Joseph Bradshaw (Agost del 1890 - Gener del 1892)
- Harry Lockett (Abril del 1884 - Agost del 1890)
- Walter Cox (Juny del 1883 - Abril del 1884)
- Thomas Slaney (Agost del 1874 - Juny del 1883)